# Eduvigis de Andechs
Eduviges de Andechs, duquesa de Silesia (en alemán: Hedwig von Andechs, Herzogin von Schlesien; castillo de Andechs, ducado de Baviera, 16 de octubre de 1174 - Trzebnica, Ducado de Silesia, 15 de octubre de 1243) fue una noble germana, duquesa de Silesia y duquesa de Gran Polonia, reconocida por su vida de fe, caridad y servicio a los más necesitados. Proveniente de la familia noble de Andechs, se casó con Enrique I el Barbudo y juntos promovieron el desarrollo cristiano y social en Silesia. Tras la muerte de su esposo, se retiró al convento que había fundado en Trzebnica, dedicándose a la oración y al servicio. Canonizada en 1267, es patrona de Silesia, Berlín y los huérfanos, siendo recordada como protectora de los pobres y modelo de humildad y compasión.

## Biografía

### Primeros años y familia
Eduviges nació el 16 de octubre de 1174 en el Castillo de Andechs, ubicado en el Ducado de Baviera, dentro del Sacro Imperio Romano Germánico (actual Alemania). Era hija del Bertoldo IV, conde de Andechs, margrave de Carniola y de Istria, duque de Croacia y de Merania, y de Inés de Rochlitz, de la familia noble de los Wettin. Su familia era una de las más influyentes de Baviera y su linaje estaba vinculado a las principales casas reales de Europa.
Eduviges tenía varios hermanos y hermanas:
- Inés de Merania (c. 1172 – 29 de julio de 1201), reina consorte de Francia, casada con Felipe II Augusto; matrimonio anulado en 1200.
- Ekberto de Andechs (c. 1173 – 6 de junio de 1237), obispo de Bamberg desde 1203.
- Enrique II de Istria (c. 1180 – 18 de julio de 1228), margrave de Istria y Carniola, casado con Sofía de Weichselburg.
- Otón I de Merania (c. 1180 – 7 de mayo de 1234), sucesor como duque de Merania y conde de Borgoña, casado con Beatriz II de Borgoña.
- Bertoldo de Merania (c. 1182 – 23 de mayo de 1251), patriarca de Aquileia desde 1218.
- Matilde de Andechs (c. 1185 – 1 de diciembre de 1254), abadesa de Kitzingen.
- Gertrudis de Merania (c. 1185 – 8 de septiembre de 1213), reina consorte de Hungría, casada con Andrés II de Hungría; madre de Santa Isabel de Hungría.
- Anónima, se especula que fue prometida a Toljen Nemanjic, hijo del príncipe serbio Stefan Nemanja.

### Matrimonio y vida en Silesia
A los 12 años, Eduviges fue casada con Enrique I el Barbudo, heredero del Ducado de Silesia, miembro de la dinastía Piast. La ceremonia se celebró probablemente en el Castillo de Andechs, y Eduviges se trasladó a Silesia, donde Enrique sucedió a su padre como duque en 1201. Posteriormente, en 1232, Enrique también se convirtió en duque de Gran Polonia, un título que conservó hasta su muerte en 1238.
Eduviges y Enrique tuvieron al menos siete hijos:
- Inés de Silesia (1190-1214), monja.
- Boleslao de Silesia (1191-1208).
- Enrique II de Silesia, el Piadoso (1196–1241), duque de Silesia, duque de Gran Polonia, casado con Ana de Bohemia, padres de Mieszko de Lubusz, Boleslao II el Calvo, Enrique III el Blanco, Conrado I de Glogów, Isabel de Wrocław, Gertrudis.
- Conrado de Silesia, el Rizado (1198-1213).
- Sofía de Silesia (1200-1214), monja.
- Gertrudis de Silesia (1200-1268), abadesa de Trzebnica.
- Vladislao de Silesia (1208-1217).

Enrique II llegó a ser duque de Silesia y de Polonia, aunque falleció en 1241 en la Batalla de Liegnitz contra los mongoles.

### Vida religiosa y servicio a los necesitados

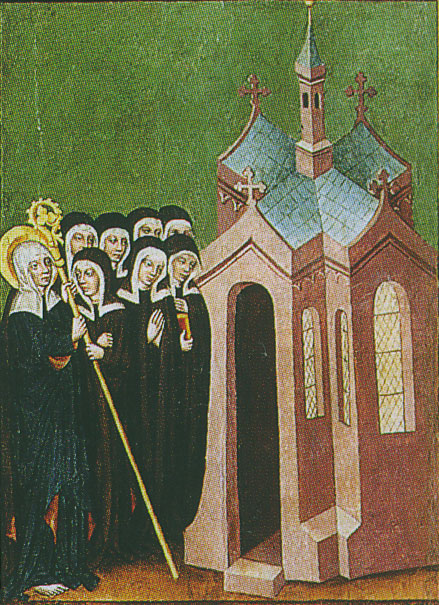
Escena de un altar de Santa Eduviges de Andechs
Breslavia, alrededor de 1430, restaurado en 1929. Témpera sobre madera.
Museo Nacional de Varsovia

Desde muy joven, Eduviges mostró una profunda devoción religiosa y un fuerte compromiso con las obras de caridad. Fue conocida por su vida ascética, que incluía ayunos rigurosos y mortificaciones. A pesar de su posición noble, vivía de manera humilde y siempre mostró empatía y compasión por los pobres, los enfermos y los marginados.
En 1202, Eduviges y su esposo fundaron el convento cisterciense de Trzebnica, que fue el primer convento de este tipo en Silesia, el cual se convirtió en un centro importante de vida espiritual y cultural en la región. Tras la muerte de su esposo en 1238, Eduviges se retiró a este convento, donde su hija Gertrudis era abadesa, aunque no tomó los votos formales de monja, sino que vivió como laica en una estricta vida de oración.
Eduviges se dedicó a las obras de caridad, fundando hospitales y albergues para enfermos, leprosos y necesitados. Según la tradición, Eduviges caminaba descalza incluso en invierno, y cuando el obispo de Breslavia le pidió que usara zapatos, ella los llevaba colgando en las manos, un símbolo de su entrega y humildad.

### Viudez y últimos años
Eduviges experimentó grandes pruebas en sus últimos años. En 1241, su hijo Enrique II el Piadoso murió en la Batalla de Liegnitz contra las fuerzas mongolas, lo cual significó una pérdida devastadora para ella. Tras esta tragedia, Eduviges y su nuera Ana de Bohemia fundaron una abadía benedictina en el lugar de la batalla en Legnickie Pole (Campo de Liegnitz) en honor a los caídos y como símbolo de fe en tiempos difíciles.
A lo largo de su vida, Eduviges se mantuvo firme en su apoyo a la Iglesia, la caridad y la paz. Su dedicación a los más necesitados y su ejemplo de humildad y devoción hicieron de ella una figura muy respetada y querida en Silesia.
Eduviges falleció el 15 de octubre de 1243 en el convento de Trzebnica, donde fue enterrada junto a su esposo. Su santidad fue reconocida poco después de su muerte, y su sepulcro pronto se convirtió en un lugar de peregrinación.

## Canonización y legado

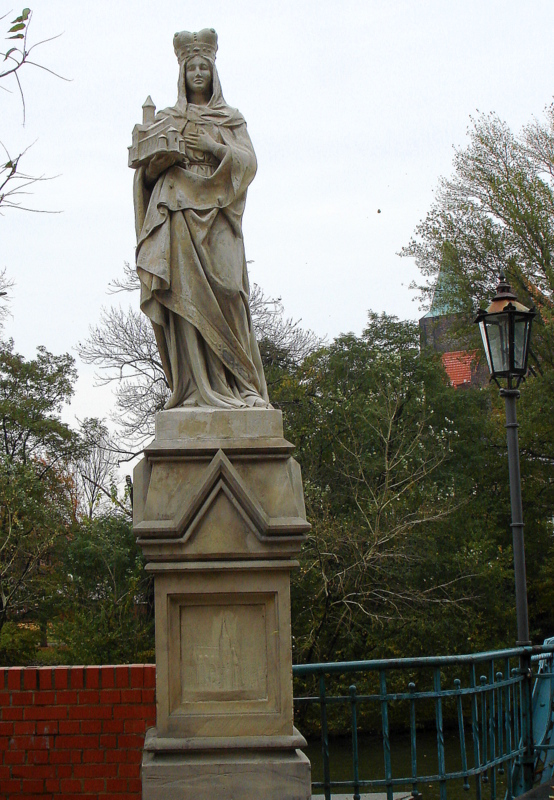
Estatua de Santa Eduviges en el Puente de Tumski, Breslavia.

En 1267, fue canonizada por el papa Clemente IV, siendo declarada santa por la Iglesia Católica. Su festividad se celebra el 16 de octubre. Es la patrona de Silesia, Berlín, Andechs, Trzebnica, Cracovia y la diócesis de Görlitz. También se la considera protectora de los pobres y de aquellos con deudas, dado que en vida ayudaba a liberar a los prisioneros encarcelados por no poder pagar sus deudas.
En 1773, el rey prusiano Federico II el Grande mandó construir la Catedral de Santa Eduviges en Berlín, que hoy en día es la sede de la arquidiócesis de Berlín, como símbolo de unión entre las comunidades católicas y una muestra de respeto a la figura de Santa Eduviges.

## Santa Eduviges en la cultura popular
La influencia de Santa Eduviges continúa en la cultura actual. En la saga de Harry Potter de J.K. Rowling, el búho de Harry lleva su nombre en honor a la santa, ya que, como patrona de los huérfanos, el nombre simboliza protección y cuidado para los necesitados.